# Triasjö
Triasjö är en sjö i Hultsfreds kommun och Högsby kommun i Småland och ingår i Emåns huvudavrinningsområde. Sjön är 18 meter djup, har en yta på 0,888 kvadratkilometer och befinner sig 182,4 meter över havet. Sjön avvattnas av vattendraget Kattebäck. Vid provfiske har abborre, gädda och mört fångats i sjön.

## Delavrinningsområde
Triasjö ingår i det delavrinningsområde (634337-149005) som SMHI kallar för Utloppet av Axebo Sjö. Medelhöjden är 193 meter över havet och ytan är 38,13 kvadratkilometer. Det finns inga avrinningsområden uppströms utan avrinningsområdet är högsta punkten. Kattebäck som avvattnar avrinningsområdet har biflödesordning 3, vilket innebär att vattnet flödar genom totalt 3 vattendrag innan det når havet efter 85 kilometer. Avrinningsområdet består mestadels av skog (81 %). Avrinningsområdet har 2,65 kvadratkilometer vattenytor vilket ger det en sjöprocent på 6,9 %.